# Visayawaaierstaart
De visayawaaierstaart (Rhipidura albiventris) is een zangvogel uit de familie Rhipiduridae (waaierstaarten). De soort werd voor het eerst geldig gepubliceerd door Sharpe in 1877. De soort wordt ook wel beschouwd als een ondersoort van de blauwkopwaaierstaart (R. cyaniceps).

## Verspreidingsgebied
De soort is endemisch in de Filipijnen en komt daar voor op de eilanden Guimaras, Masbate, Negros, Panay en Ticao in de westelijke Visayas.

## Status
De grootte van de populatie is niet gekwantificeerd maar de soort wordt omschreven als algemeen in het grootste deel van zijn verspreidingsgebied. Op de Rode lijst van de IUCN heeft deze soort de status niet bedreigd.